# ADEPE
Die Adepe, Arbeitsgemeinschaft der deutschen Pelzwirtschaft, und ihr Nachfolger ADEPE [gesprochen Á-DÉ-PÉ] waren Organisationen der Pelzbranche. Die 1930 aus der „Argem“ hervorgegangene Adepe war ein Zusammenschluss verschiedener Berufsverbände des Pelzgewerbes zur Förderung der über die Einzelinteressen hinausgehenden gemeinschaftlichen Angelegenheiten.
Eine ähnliche Aufgabe hatte die nach dem Zweiten Weltkrieg (1939 bis 1945) neu gegründete ADEPE. Sie löste sich 1987 mit der Gründung der Nachfolgeorganisation Deutsches Pelz-Institut (DPI) auf.
Zur Schreibung des Verbandsnamens bemerkte Willi Treusch, vormals unter anderem  Geschäftsführer des Verbands der deutschen Rauchwaren- und Pelzwirtschaft, Anfang der 1970er Jahre: „Die heutige »ADEPE« wird mit grossen Buchstaben geschrieben, um eine Verwechslung mit dem Allgemeinen Deutschen Pudelclub »Adepe« zu vermeiden“. Auch schon bei der alten Adepe war die Kleinschreibung jedoch nicht durchgängig, bereits in Philipp Manes’ Manuskript von 1941, der Geschichte der deutschen Pelzverbände vor dem Zweiten Weltkrieg, kommen beide Schreibweisen vor.

## Adepe
Die Adepe hatte ihren Sitz im Pelzhandelszentrum Leipziger Brühl. Entstanden war sie als „Argem“ im August 1926. Als nationale Spitzenorganisation der deutschen Pelzverbände war sie Mitglied des Internationalen Verbandes der Pelzindustrien. Eine Verbindung bestand zudem zur Reichs-Zentrale für Pelztier- und Rauchwaren-Forschung e. V. mit Sitz in Leipzig.
Diese Verbände hatten sich im Jahr 1926 in der Argem, der Arbeitsgemeinschaft der deutschen Rauch- und Pelzwarenverbände, Sitz Leipzig zusammengeschlossen, es bestanden daneben noch weitere Pelzfachverbände. Anfang 1930 wurde die Argem in die „Adepe“, Arbeitsgemeinschaft der deutschen Pelzwirtschaft Sitz Leipzig, umgegründet.
Philipp Manes führte 1941 folgende Gründungsmitglieder der Adepe auf:
- Reichsbund deutscher Kürschner – Leipzig, gegründet 1882 (als „Verein deutscher Kürschner“[1]) mit 14 Bezirksverbänden
- Verband Deutscher Rauchwaren Zurichtereien und Färbereien – Leipzig, gegründet 1899
- Vereinigung Deutscher Pelzwaren-Fabrikanten – Leipzig, gegründet 1919
- Verband Berliner Rauchwarenfirmen – Berlin, gegründet 1920
- Vereinigung Deutscher Schweiffabrikanten – Leipzig, gegründet 1921.[5]

Die Aufgabe der Adepe war „die Wahrung und Förderung aller über die besonderen Angelegenheiten der einzelnen Fachverbände hinausgehenden gemeinschaftlichen Interessen der Pelzwirtschaft“, außerdem die Aufnahme und Pflege von Kontakten zu Pelzfachverbänden des Auslands.
Die Umgründung erfolgte in dem für das Pelzgewerbe herausragenden Jahr 1930, mit der Ausrichtung der Internationalen Pelzfach-Ausstellung „IPA“ in Leipzig. In der Adepe war der Plan zur IPA das erste Mal vorgetragen worden und aus ihr entstand das Präsidium der Ausstellung. Zur selben Zeit schloss sich die Adepe dem Internationalen Verband der Pelzindustrien an. Philipp Manes, der von den Nationalsozialisten ermordete Chronist der Pelzbranche, der dies erinnerte, schrieb 1934:
„Der Weltpelzkongress bildete die Krönung des Werkes, auch wenn sein Gedankengut nicht zur Durchführung gelangte, so ist es eben die Tragik der Zeit, die nichts von all den großen Plänen zur Reife kommen ließ.
Auch das feste Gefüge des Reichsbundes blieb nicht unerschütterlich - es machten sich Widerstände bemerkbar, es kam zu Loslösungen - Separatisten traten auf. Zum ersten Male in der Geschichte des Reichsbundes ging man zur Ostermesse 1933 nicht einig und geschlossen auseinander. Heute dürfen wir aufatmend sagen: Das war alles einmal.“
Es folgte sein Aufruf, unter der neuen Führung, die „uns am 21. März eingehämmert wurde“, weiter „für Deutschland alles“ zu geben.
Nach dem Krieg hieß es 1954 rückblickend:
„Mit diesem Anschluß und mit dem im gleichen Jahr abgehaltenen Welt-Pelz-Kongreß nahm die deutsche Kürschnerschaft neben den anderen Organisationen der deutschen Rauchwaren- und Pelzwirtschaft an der internationalen Geltendmachung ihrer wirtschaftlichen und kulturellen Aufgaben in vollem Maße teil.“
Auch noch nach der Gleichschaltung und Umstrukturierung der Handwerksorganisationen durch die Nationalsozialisten im Jahr 1933 erschien im April 1934 in der Deutschen Kürschner-Zeitschrift eine Anzeige: „Deutsches Modeinistitut hat sich zur Mitarbeit bei der Förderung der deutschen Pelzwirtschaft gegenüber der und ADEPE bereit erklärt: So wurde der neue deutscher Silberkreuzfuchs bereits erstmalig bei den Vorführungen des Deutschen Mode-Institutes in Berlin gezeigt. […]“

## ADEPE

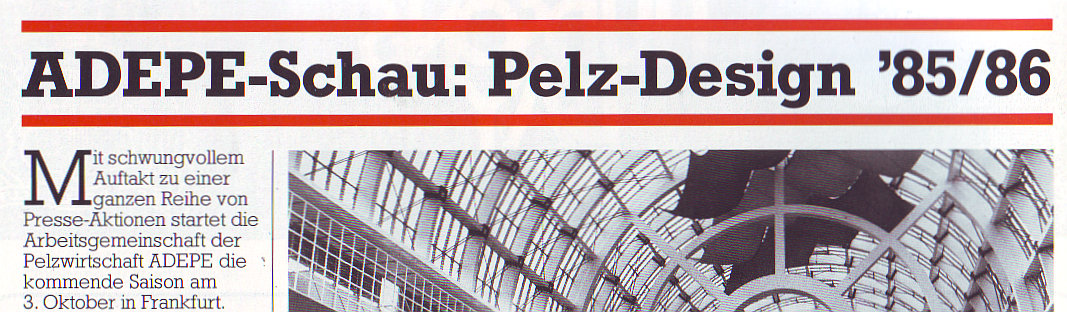
Ankündigung einer ADEPE-Modenschau in Frankfurt am Main am 3. Oktober 1985 (Ausschnitt)

In der Bundesrepublik stellte die ADEPE, Arbeitsgemeinschaft der Pelzwirtschaft, ebenfalls einen Zusammenschluss aller Berufsverbände der dortigen Rauchwarenwirtschaft dar, mit dem Zweck der gemeinsamen Werbung und Verkaufsförderung. Die Geschäftsführung und der Vorstand wechselten alle zwei Jahre zwischen dem Zentralverband des Kürschnerhandwerks in Bad Homburg, Auf der Platte 12 und dem Pelzverband. In den bis 1989 jährlich erschienenen Adressverzeichnissen der Branche ist vielleicht deshalb die ADEPE nicht aufgeführt.
Um 1985 wurde sie wesentlich aus dem Werbefond der International Fur Trade Federation (IFTF) unterstützt, der dies mit Mitteln finanzierte, die aus einer Sonderabgabe auf jedes auktionierte Fell stammten. Zusammen mit dem Rauchwarenverband veranstaltete die Arbeitsgemeinschaft der deutschen Pelzwirtschaft ADEPE eine sogenannte „Pelzwoche“, in der Aktionen wie „intensive Medienarbeit, Pressekonferenzen, Modenschauen, Ausstellungen, Verbraucher-Beratungen, Straßen-Aktionen, Tage der offenen Werkstatt-Tür, Bazare etc.“ stattfanden.
Eine regelmäßige Veranstaltung war eine Frühjahrsmodenschau, seit 1966 verbunden mit einer Präsentation anlässlich der Frankfurter Pelzmesse für die Presse, seit Oktober 1985 auch offen für alle Branchenmitglieder. Ein zweiter großer Event für die Presse fand jeweils vor Beginn der Wintersaison statt, in dem extrem gewachsenen Gewerbe bis Anfang der 1970er Jahre zum Teil mit erheblichem Aufwand. Im Jahr 1971 war dies eine achtstündige Eisenbahnfahrt im TEE durch die Holsteinische Schweiz mit 130 Teilnehmern, davon 60 Pressevertretern, einschließlich Rundfunk und Fernsehen. Die neue Kollektion wurde an Land und in den Gängen des Trans-Europ-Express vorgeführt. Es begann mit einem Sektfrühstück, es folgten eine Fahrkarten-Verlosung der Bundesbahn, eine Bootsfahrt auf einem der Eutiner Seen zu einer „kleinen romantischen Insel“ mit Modenschau. Eine Beat-Band hatte die Abfahrt begleitet, eine Pfadfindergruppe begrüßte die Gruppe auf der Insel und eine Kapelle spielte bei der Station in Kiel Seemannslieder. Im Jahr 1967 gab es bereits eine Kreuzfahrt auf dem Fährschiff „Finnhansa“ mit Journalisten, vom 5. bis 6. September 1975 fand als Ostsee-Kreuzfahrt eine Wiederholung mit 100 eingeladenen Pressevertretern statt. Wie schon beim ersten Mal konnte ein Teil der Kabinen von Angehörigen der Pelzbranche gebucht werden. Zunehmend ging die ADEPE jedoch zu einer wesentlich strafferen Modepräsentation mit einer kleineren Zahl ausgewählter Modelle über, besondere Veranstaltungen schloss das nicht aus. Im August 1984 war zu den 4. Modetagen in Berlin in der Hochschule der Künste die Trendschau „Haute Fourrure und Pret-â-Porter“ geplant, zu der „150 Teile führender Häuser des Kürschnerhandwerks und der Pelzbekleidungsindustrie der Bundesrepublik einem etwa 1500 Personen umfassenden Fachpublikum und der internationalen Modepresse vorgeführt“ werden sollten.
Dem Einzelhandel wurden Werbemittel angeboten und weitgehend finanziert. 1978 war dies ein Werbepaket, bestehend aus Plakaten, Schaufensteraufstellern, Faltblättern, Prospekt-Boxen, Klebemarken und Dokumentationen zum Thema „Pelz und Umwelt“. Etwa 75 Prozent davon ging an Kürschnerbetriebe, der Rest wurde von Kauf-, Mode- und Bekleidungshäusern angefordert.
Im Jahr 1983 beschloss die mit etwa 100 Mitgliedern neu gegründete „Vereinigung Initiative Pelzgestaltung - V.I.P.“, mit einem Schreiben zu Händen Jürgen Thorer, um die Mitgliedschaft bei der ADEPE nachzusuchen. 1984 hatte sich die jahrelange lose Zusammenarbeit von Handel und Handwerk unter dem Dach der ADEPE aufgelöst. Im September 1986, vor dem Beginn der in den letzten Jahren durchgeführten Werbekampagne „Pelzwoche“ zum Beginn der Wintersaison, fand noch einmal ein „Workshop“ für die Presse in einer Halle des Frankfurter Messegeländes statt. Im August des Jahres hatte man jedoch bereits begonnen, auf verschiedenen Ebenen über eine Neubelebung der ADEPE als gemeinsames Werbe- und PR-Organ der Branche zu beraten. Dabei wurde auch über einen neuen, für die Medien wirksameren und transparenteren Namen gesprochen, „wie z. B. deutsches Pelzinstitut“. Ein Jahr später, im August 1987, wurde gemeldet, dass das Deutsche Pelz-Institut (DPI) als Verein eingetragen worden ist. An den Gründungsgesprächen waren beteiligt: Der Deutsche Rauchwarenverband mit seinen Fachsparten, der Zentralverband des Kürschnerhandwerks, die Frankfurter Rauchwaren-Messe GmbH, die Nerzzüchtervereinigung Saga Furs of Scandinavia, die Karakulzüchter mit dem Swakara Informations Service und dem Internationale Karakul Secretariat sowie die Vereinigung Initiative Pelzgestaltung (VIP) der Kürschner, weitere Institutionen und Gruppierungen sollten noch angesprochen werden.